# 安食卜杭
安食卜杭（あじきぼっくい）は、千葉県印西市の大字。郵便番号270-2302。難読地名として知られている。

## 地理
北は栄町四箇、栄町長門谷、栄町脇川、北東は栄町布鎌酒直、栄町和田、東は栄町安食卜杭新田、栄町安食、南は酒直卜杭、下井、南西は中田切、西は将監、北西は栄町押付、栄町大森に隣接している。

## 小字
小字は以下の通り
- 上（かみ）
- 甲沖（こうおき）
- 乙沖（おつおき）
- 丙沖（へいおき）
- 中（なか）
- 下（しも）
- 横割（よこわり）
- 近藤埜（こんどうや）
- 新割（しんわり）
- 長割（ながわり）
- 大畑（おおはた）
- 古圃（ふるはた）
- 切立（きつたて）
- 川通リ（かわどおり）
- 和田（わだ）
- 和田沼（わだぬま）

## 歴史
江戸期は安食卜杭新田であり、下総国印旛郡のうち。寛文年間安食村卜杭野を開発して成立。はじめ幕府領、元禄11年から佐倉藩領、享保8年から幕府領。村高は「元禄郷帳」294石余、享保13年の見取場検地により252石余が改増、「天保郷帳」「旧高旧領」ともに561石余。小林新田・酒直卜杭新田、および笠神埜原（十四ヶ）新田を含めた地域は、枝利根川（将監川）と印旛沼に接しており、水害が多発したため早くから普請組合を結成している。明治6年千葉県に所属。神社は水神社・稲荷神社・三峯神社・厳島神社、寺院は天台宗覚了庵。明治22年飛地は境村の大字となり、本村は埜原村の大字となる。

### 年表
- 1873年（明治6年） - 千葉県に所属。
- 1889年（明治22年）4月1日 - 町村制施行し、印旛郡埜原村と下埴生郡境村が発足。飛地の字立島は境村大字安食卜杭新田となり、本村は埜原村大字安食卜杭新田になる[5][6]。
- 1910年（明治43年） - 安食卜杭新田が改称し、埜原村大字安食卜杭となる[5]。
- 1913年（大正2年）4月1日 - 本郷村・埜原村が合併し、本埜村が発足。本埜村安食卜杭となる。
- 2010年（平成22年）3月23日 - 印旛村・本埜村が印西市に編入。印西市安食卜杭となる。

## 世帯数と人口
2017年（平成29年）10月31日現在の世帯数と人口は以下の通りである。
| 大字     | 世帯数  | 人口  |
| -------- | ------- | ----- |
| 安食卜杭 | 135世帯 | 344人 |

## 施設
- 安食卜杭青年館
- 水神社
- 正一位稲荷神社
- 子安観音

## 交通

### 道路
- 国道
  - 国道356号
- 主要地方道
  - 千葉県道12号鎌ケ谷本埜線
  - 千葉県道68号美浦栄線